# Garmarna
I Garmarna sono un gruppo folk rock svedese fondato nel 1990. Il loro repertorio si basa principalmente sulle antiche ballate tradizionali scandinave.

## Storia del gruppo
La band si costituisce nel 1990. Stefan Brisland-Ferner, Gotte Ringqvist e Rickard Westman erano tutti ispirati dalla musica tradizionale svedese, che erano soliti ascoltare a teatro; iniziarono la loro attività cercando composizioni musicali antiche e strumenti musicali tradizionali. Dopo un anno trascorso suonando assieme, Jens Höglin si unì al gruppo come batterista.
Nel 1992 la band registrò il suo primo EP. I Garmarna pensarono che una voce femminile avrebbe potuto instaurare un piacevole contrasto con le melodie a tinte fosche delle loro composizioni e perciò chiesero ad Emma Härdelin, un'amica di vecchia data dei componenti della band, di partecipare come guest vocalist nell'EP. Härdelin ha ufficialmente fatto il suo ingresso nei Garmarna l'anno successivo, nel 1993.
Le vendite dell'EP di debutto riscosse un buon successo di vendite in Svezia e fu d'aiuto per il tour della band in Scandinavia.
Nel 1994 l'album Vittrad, fu pubblicato dall'Omnium negli USA, con una traduzione in inglese delle vecchie canzoni.
I Garmarna intrapresero poi un lungo tour in Germania e realizzarono l'album Guds spelemän nel 1996; l'album riscosse un buon successo di vendite in Svezia e ricevette delle recensioni favorevoli a livello internazionale.
Nel 1998 i Garmarna eseguirono una serie di concerti in alcune chiese del nord della Svezia presentando assieme all'attrice Felicia Konrad alcune loro interpretazioni in chiave moderna delle composizioni medievali di Hildegard von Bingen.
Nel 1999 la band ha pubblicato il suo terzo album Vedergällningen. La produzione dell'album si è basata rispettivamente su rock e trip hop, e l'atmosfera della loro musica si è fatta più cupa rispetto agli album precedenti.
Sulla scia di Vedergällningen, i Garmarna sono tornati in studio per completare l'album Hildegard von Bingen, che è stato pubblicato nel 2001. Le tracce presenti nell'album sono basate sulle composizioni del XII secolo della badessa tedesca Hildegard di Bingen e testi in latino.

## Formazione
- Stefan Brisland-Ferner – violino, organino, sampler
- Emma Härdelin – Vocalista, violino
- Jens Höglin – batteria, percussioni
- Gotte Ringqvist – chitarra, violino, seconda voce
- Rickard Westman – chitarra, basso, e-bow

## Discografia

### Album
- Garmarna (1993, EP)
- Vittrad (Appassito) (1994)
- Guds spelemän (I violinisti di Dio) (1996)
- Vedergällningen (Vendetta) (1999)
- Hildegard von Bingen (2001)
- Garmarna (2003, riedizione dell'EP del 1993 con sei tracce aggiuntive)

### Singoli
- Euchari (1999)
- Gamen (L'avvoltoio) (1999, comparso in Project Gotham Racing 2)
- En gång ska han gråta (1997)
- Herr Holger (Messer Holger) (1996)

### Altri
- Rastlös, nella compilation We´re Only In It For The Money (1999)